# Igor Talankin
Igor Talankin (russisk: И́горь Васи́льевич Тала́нкин) (født 3. oktober 1927 i Noginsk i Sovjetunionen, død 24. juli 2010 i Moskva i Sovjetunionen) var en sovjetisk filminstruktør og manuskriptforfatter.

## Filmografi
- Det lille menneske (Серёжа, 1960)
- Tilbage til Leningrad (Вступление, 1963)
- Dnevnyje zvjozdy (Дневные звёзды, 1966)
- Tjaikovskys liv og musik (Чайковский, 1970)
- Vybor tseli (Выбор цели, 1975)
- Otets Sergij (Отец Сергий, 1978)
- Zvezdopad (Звездопад, 1981)
- Vremja otdykha s subboty do ponedelnika (Время отдыха с субботы до понедельника, 1984)